# Регистрационные знаки транспортных средств в Южной Осетии

## Советский период, 1990-е и начало 2000-х гг
В советское время в Юго-Осетинской автономной области использовались номера, ничем не отличавшиеся от номеров в остальной части Грузинской ССР (серии ГА, ГГ, ГР). После провозглашения независимости Южной Осетии в начале 1990-х были введены новые номера. Их шрифт и размер повторял последний (1977 г.) советский вариант номеров: 4 цифры, 3 буквы. Но при этом, если на советских номерах только 2 первые буквы означали код административного образования, то в Южной Осетии для идентификации государства стали использоваться все 3 буквы (рЮО для частных автомобилей и ЮОР для государственных). На прицепах, где было только 2 буквы, использовалась, соответственно, серия ЮО.

## Современные номера

### Автомобильные номера
Современные югоосетинские номера, выдаваемые с лета 2006 года, аналогичны российским по размерам и шрифту и строятся по тому же принципу — 3 буквы, 3 цифры, код государства. Для использования на знаках разрешены 12 букв кириллицы, которые имеют графические аналоги в латинском алфавите — А, В, Е, К, М, Н, О, Р, С, Т, У и Х. Отличие от российских номерных знаков в том, что флаг и неофициальный код Южной Осетии (RSO — Republic of South Ossetia) расположен в левой части. Первоначально выдавались номера, где последовательность букв и цифр была аналогична российскому типу 12: 2 буквы, 3 цифры, 1 буква. В настоящее время выдаются номерные знаки с комбинациями как на российских номерах типа 1 (буква — 3 цифры — 2 буквы)

### Прочие номера
1. Прицепные номера
Формат номера аналогичен соответствующему российскому номеру, окно с флагом располагается слева.
2. Мотоциклетные номера
Формат номера аналогичен соответствующему российскому номеру.
3. Номера высших государственных лиц
Номера, начинающиеся с А зарезервированы за президентом и правительством Южной Осетии. На таких номерах отсутствует код RSO под флагом, а сам флаг занимает практически весь обособленный слева прямоугольник (в результате чего его пропорция отличается от 2:1, используемой на обычных номерах), последовательность букв и цифр — как на автомобильных номерах прежнего формата (т.е. две буквы, три цифры, одна буква). Зарезервированными также являются номера, с буквами:
- ММ — милиция и КГБ
- ООО — государственной службы охраны Южной Осетии[6][7]
- ХХХ и ХХВ — представительство республики в Санкт-Петербурге[8]

Автомобиль Президента РЮО имел собственные номерные знаки: передний номер представлял собой флаг РЮО во всю пластину номера с нарисованным посередине гербом РЮО, а задний номер содержал три цифры 001 и три буквы RSO, разделённые флагом с нанесённым на него гербом.
С 2012 года формат номеров изменился: в левой части номера в обособленном окне располагается флаг РЮО, в основной части номера помещаются три цифры и три буквы, разделённые гербом РЮО.
4. Номера автомобилей Министерства обороны Южной Осетии
Аналогичны номерам, числящимся за воинскими формированиями федеральных органов исполнительной власти России, с тем лишь отличием, что вместо кода рода войск и российского флага справа размещен флаг Южной Осетии.
С 2012 года формат номеров слегка изменён: флаг перенесён в левую часть номера, под флагом располагается код республики «RSO».
5. Номера автомобилей МВД Южной Осетии
Имеют синий фон и белые символы. Флаг и аббревиатура RSO располагаются слева. На номерах используется комбинация: 3 цифры и 2 буквы.
6. Дипломатические номера
Формат номера аналогичен соответствующему российскому номеру. Сначала вместо трёх первых цифр (кода страны) писался буквенный код RSO, так как в Южной Осетии было только российское представительство; окно с флагом и кодом страны отсутствовало. В настоящий момент выдаются номера почти полностью аналогичные российским дипломатическим, только окно расположено слева, в окне располагается код RSO.

## Интересные факты
- Код RSO, применяемый на автомобильных номерах, не совпадает с кодами, выделенными Южной Осетии в Общероссийском классификаторе стран мира (используются коды OS и OST)

- Из всех стандартов автомобильных номеров, созданных на основе российского стандарта, югоосетинский является единственным, где обособленный квадрат с флагом и кодом государства находится слева, а не справа как на номерах в России, Абхазии, ДНР, ЛНР, а также  Таджикистане (стандарт 1996 года).